# Vojtěch Merunka

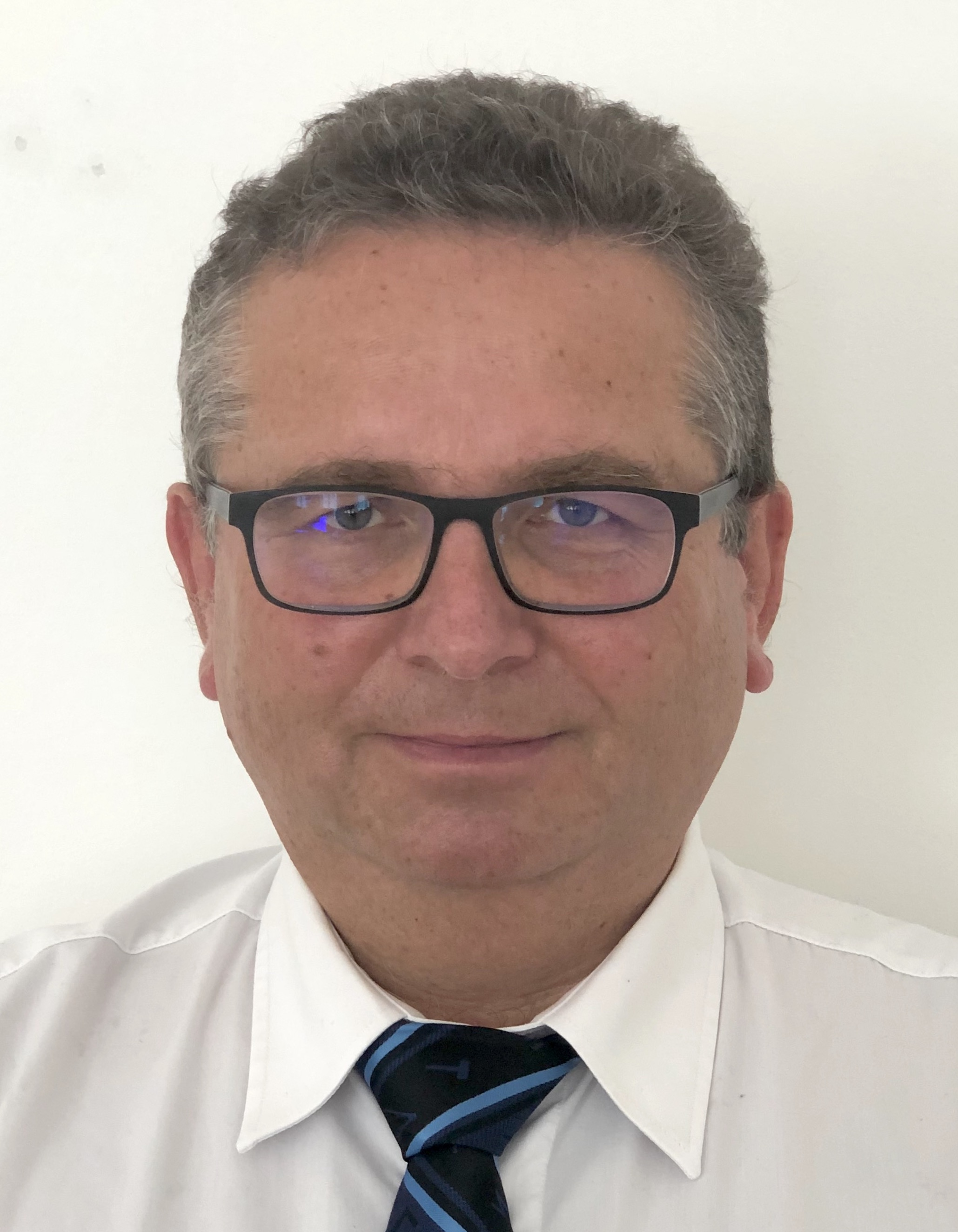
Vojtěch Merunka (September 2019)

Vojtěch Merunka (* 13. März 1967 in Čáslav, Tschechoslowakei) ist ein tschechischer Hochschullehrer, Experte auf dem Gebiet der objektorientierten Programmierung, Autor von Fachpublikationen, Autor und Förderer seiner eigenen neuslawischen Sprache, später Mitautor der interslawischen Sprache (zusammen mit dem niederländischen Linguisten Jan van Steenbergen).

## Leben
Vojtěch Merunka wurde 1967 in Čáslav geboren und absolvierte nach dem Besuch des örtlichen Gymnasiums ein Studium der Computerelektronik an der Tschechischen Technischen Universität (ČVUT) in Prag. Er hat einen Doktortitel in Datenverarbeitung und mathematischer Modellierung und ist Dozent für Informationsmanagement und Softwaretechnik an der Tschechischen Agraruniversität Prag (CŽU) und an der Tschechischen Technischen Universität.
Vojtěch Merunka ist der Gründer der internationalen Konferenz Objekty, die seit 1995 veranstaltet wird und sich mit dem Thema objektorientierte Programmierung beschäftigt.
Seit 2015 ist er Vorsitzender der Slawischen Union (Slovanské unie) in Tschechien.
Bei der Europawahl 2019 in Tschechien kandidierte er auf Platz 8 der Liste Alternativa pro Českou republiku 2017 (APAČI 2017), wurde aber nicht gewählt.
Er arbeitete an Václav Marhouls Film The Painted Bird mit, der für die Oscarverleihung 2019 als bester fremdsprachiger Film nominiert wurde und überwiegend in der teilweise von ihm geschaffenen interslawischen Sprache gedreht wurde.